# 암흑가의 무소속
"암흑가의 무소속"은 1993년에 개봉한 대한민국의 영화이며 박세준(철민 역)은 해당 영화 때문에 MBC 아들과 딸 이후 드라마 출연을 자제했고 우여곡절 끝에 KBS 2TV 밥을 태우는 여자로 안방극장 복귀를 했다.
한편, 박세준 (철민 역)의 MBC 공채(89년 11월 19기) 동기인 배우 김찬우가 주인공 박세준을 도와주는 후배 역으로 특별출연했다.
아울러, 아마추어 레슬링 선수로 활동한 동시에 한때 국가대표 선수 후보로 지목된 박세준(철민 역)이 해당 영화 출연 중 코뼈가 부러졌음에도 대역을 전혀 쓰지 않고 직접 연기하여 화제가 되기도 했다.

## 캐스팅
- 박세준 : 철민 역
- 서정욱 : 소희 역
- 라재웅 : 창기 역
- 이진영 : 최 회장 역
- 차룡 : 용팔 역
- 오한센 (현: 오한승) 정 기자 역
- 권용구 : 찬우 역
- 임덕범 : 두태 역
- 홍원표 : 필수 역
- 노경태 : 지배인 역
- 염신준 : 쌍칼 역
- 황재석 : 망치 역
- 방현준 : 쌍도끼 역
- 김병수 : 불곰 역
- 최영래 : 갈매기 역
- 양용재 : 곰발 역
- 김범석 : 사시미 역
- 류동주 : 고릴라 역
- 양성창 : 갈치 역
- 이주철 : 콘돌 역
- 송금식 : 백산 역
- 김찬우 (특별출연)
- 공영준 (특별출연)
- 글로리아 (특별출연)